# Deployment descriptor
A deployment descriptor egy általános elnevezése az olyan konfigurációs fájloknak, melyek egy alkalmazás, webes tárolóba történő telepítésének módját definiálják, strukturált formában. (Servlet containerek listája)
A Java Platform, Enterprise Edition leírói megadják, hogyan legyenek telepítve a modulok és komponensek. Ilyen komponensek lehetnek például webalkalmazások. Ez a leíró fájl tartalmazza az utasításokat a webalkalmazás telepítéséhez, melyet "deployment tool" fog értelmezni. Ez a beállítások alapján, különféle konténer és biztonsági beállítást végez el, valamint speciális környezeti beállításokat alkalmazhat. Az XML a leíró fájl szintaxisát alkotó adatleíró nyelv.
Webalkalmazásoknál a telepítési leírókat web.xml-nek hívják, és a projekt mappaszerkezetében a WEB-INF mappában található. A Java webalkalmazások a web.xml-ben definiálják, hogy az egyes URL-ek hogyan mutassanak (Servlet)-ekre, és ezek közül melyik milyen authentikációt igényel. A web.xml része a webalkalmazások servlet szabványának.

## Típusai
A Java EE rendszerben két fajta telepítési leíró van: "Java EE deployment descriptors" és "runtime deployment descriptors". A Java EE telepítési leírók a nyelv által specifikáltak. A futásidejű leírókat az egyes gyártók biztosítják a saját tároló implementációikhoz. Például a web.xml fájl szabványos Java EE deployment descriptor, amely a Java Servlet specifikációjában van leírva. Azonban a sun-web.xml fájl konfigurációs adatokat speciálisan a "Sun GlassFish Enterprise Server" implementációjához tárol. Ezeken felül több különböző leíró létezik még.

## Szervletek és URL-ek
A web.xml egy kapcsolatot definiál URL címek és a szervletek között, melyek a kéréseket szolgálják ki. A Webkiszolgáló arra használja ezt a konfigurációs fájlt, hogy megkeresse az adott URL-hez tartozó szervletet, és meghívja a kéréshez tartozó osztály megfelelő metódusát. (pl. a doGet () metódus a HTTP GET kéréseket).
Egy URL-t egy szervlethez a következő módon lehet kapcsolni. A <servlet> kulcsszóval deklaráljuk a szervletet, majd megadjuk a kapcsolatot egy URL címmel. Ezt a <servlet-mapping> kulcsszóval tehetjük meg.
A <servlet> elem megadásához definiálnunk kell a nevét, az osztályát és az kezdeti paramétereit. Az osztály tag arra a java osztályra hivatkozik, amely a szervlethez befutó kérések kezelését valósítja meg. Többször is deklarálható ugyanaz az osztály ha a kiindulási paraméterei különbözőek, azonban a névnek egyedinek kell lennie a teljes fájlban.
```
    
<servlet>

        
<servlet-name>
redteam
</servlet-name>

        
<servlet-class>
mysite.server.TeamServlet
</servlet-class>

        
<init-param>

            
<param-name>
teamColor
</param-name>

            
<param-value>
red
</param-value>

        
</init-param>

        
<init-param>

            
<param-name>
bgColor
</param-name>

            
<param-value>
#CC0000
</param-value>

        
</init-param>

    
</servlet>

    
<servlet>

        
<servlet-name>
blueteam
</servlet-name>

        
<servlet-class>
mysite.server.TeamServlet
</servlet-class>

        
<init-param>

            
<param-name>
teamColor
</param-name>

            
<param-value>
blue
</param-value>

        
</init-param>

        
<init-param>

            
<param-name>
bgColor
</param-name>

            
<param-value>
#0000CC
</param-value>

        
</init-param>

    
</servlet>

```

A <servlet-mapping> tag definiálja a kapcsolatot egyes URL minták és a már deklarált szervletek között. Az URL minta tartalmazhat (*) szimbólumot az URL elején vagy végén, ezzel jelezve hogy további karakterek lehetnek az URL-ben.
```
    
<servlet-mapping>

        
<servlet-name>
redteam
</servlet-name>

        
<url-pattern>
/red/*
</url-pattern>

    
</servlet-mapping>

    
<servlet-mapping>

        
<servlet-name>
blueteam
</servlet-name>

        
<url-pattern>
/blue/*
</url-pattern>

    
</servlet-mapping>

```

Megjegyzés: Az URL mutathat adott szerveren lévő mappának a teljes tartalmára, mely tartalmazhat úgynevezett statikus fájlokat. Ilyenek például a képek, CSS vagy JavaScript fájlok. Ezeket ki lehet zárni az appengine-web.xml megfelelő beállításával.

## JSP
Egy alkalmazás használhatja a JavaServer Pages-t (JSP) a weboldalak implementálására. A JSP oldalak szervletek, melyek statikus tartalom például HTML elemek és Java kód keveréke. Ezzel hatékony adatvizualizációs oldalak készíthetők.
Az alkalmazás motor támogatja az automatikus fordítást és URL mapping-ot a JSP számára. A WEB-INF mappán kívül bármely JSP kiterjesztésű fájl automatikusan egy szervlet osztállyá lesz fordítva. A hozzá tartozó URL pedig a gyökérhez képesti relatív pozíciója lesz.
Saját URL mapping-ot a következő módon definiálhatunk:
```
    
<servlet>

        
<servlet-name>
register
</servlet-name>

        
<jsp-file>
/register/start.jsp
</jsp-file>

    
</servlet>

    
<servlet-mapping>

        
<servlet-name>
register
</servlet-name>

        
<url-pattern>
/register/*
</url-pattern>

    
</servlet-mapping>

```

Megjegyzés: A <jsp-file> (/) karakterrel kell kezdődjön amennyiben a JSP fájl az alkalmazás root könyvtárában található.
Lehetőség van JSP taglibek telepítésére is, melyet a <taglib> tag vezet be.
```
    
<taglib>

        
<taglib-uri>
/escape
</taglib-uri>

        
<taglib-location>
/WEB-INF/escape-tags.tld
</taglib-location>

    
</taglib>

```

## Biztonság és authentikáció
A <security-constraint> elemmel lehetséges biztonsági megszorításokat definiálni az URL illesztési mintához. Például, ha a felhasználó bejelentkezés nélkül egy olyan URL-re hivatkozik, amely így nem érhető el, akkor a szerver átirányítja a beljelentkező képernyőre.
```
    
<security-constraint>

        
<web-resource-collection>

            
<url-pattern>
/profile/*
</url-pattern>

        
</web-resource-collection>

        
<auth-constraint>

            
<role-name>
*
</role-name>

        
</auth-constraint>

    
</security-constraint>

    
<security-constraint>

        
<web-resource-collection>

            
<url-pattern>
/admin/*
</url-pattern>

        
</web-resource-collection>

        
<auth-constraint>

            
<role-name>
admin
</role-name>

        
</auth-constraint>

    
</security-constraint>

```

## A "Welcome File List"
Amikor egy URL nem egy fájlra, hanem a szerveren található valamely almappára hivatkozik, akkor lehetőség van megadni egy sor weboldal elérését, melyeket a szerver megjelenít. Ez akkor hasznos, ha a felhasználó manuálisan egy almappára hivatkozik, az abban található fájlok listázásának céljából. Ekkor a definiált URL kerül megnyitásra.
```
    
<welcome-file-list>

        
<welcome-file>
index.jsp
</welcome-file>

        
<welcome-file>
index.html
</welcome-file>

    
</welcome-file-list>

```

## Szűrők
A szűrő egy olyan osztály, amely egy kérés során úgy viselkedik mint egy szervlet, azonban engedi a kérés továbbadását más szűrőknek, vagy szervleteknek. Szűrők tökéletesen alkalmasak külső feladatok elvégzésére, mint például log bejegyzése vagy a kérés tartalmának vizsgálata. Ez további biztonsági vizsgálatok beágyazását teszi lehetővé kérésenként.

## Külső hivatkozások
- http://java.sun.com/javaee/reference/glossary/
- http://java.sun.com/xml/ns/javaee/index.html - Deployment Descriptor XML Schema Reference
- http://java.sun.com/blueprints/guidelines/designing_enterprise_applications_2e/deployment/deployment5.html
- http://wiki.metawerx.net/wiki/Web.xml Archiválva 2012. május 21-i dátummal a Wayback Machine-ben